# Équipe du Mexique masculine de volley-ball
Cet article traite de l'équipe masculine. Pour l'équipe féminine, voir Équipe du Mexique féminine de volley-ball.
L'équipe du Mexique de volley-ball est composée des meilleurs joueurs mexicains sélectionnés par la Fédération mexicaine de volley-ball (Federación Mexicana de Voleibol, FMV). Elle est actuellement classée au 22e rang de la Fédération Internationale de Volleyball au 22 janvier 2014. Elle fait partie des 12 équipes qualifiées pour les Jeux olympiques de Rio en 2016, sa première qualification dans un tournoi de qualification olympique.

## Sélection actuelle
Sélection pour la Coupe Pan-Américaines 2010.

Entraîneur :  Jorge Azair ; entraîneur-adjoint :  Sergio Hernandez

## Palmarès et parcours

### Palmarès
- Championnat d'Amérique du Nord
  - Finaliste : 1969, 1975, 1977
  - Troisième : 1971, 1979
  - Quatrième : 1981, 1983, 1991, 1997, 1999, 2003
- Jeux Pan-Américains
  - Finaliste : 1955
  - Troisième : 1959, 1975
  - Quatrième : 1967, 1979, 2011
- Jeux d'Amérique centrale et des Caraïbes (6)
  - Vainqueur : 1930, 1935, 1950, 1954, 1959, 1962
  - Finaliste : 1974, 1982, 1990, 1998
  - Troisième : 1946, 1966, 1970, 1978, 2002, 2010
- Coupe panaméricaine (1)
  - Vainqueur : 2007
  - Finaliste : 2013
  - Quatrième : 2006, 2008

### Parcours

#### Jeux Olympiques
| - 1964 : Non qualifié - 1968 : 10e - 1972 : Non qualifié - 1976 : Non qualifié - 1980 : Non qualifié - 1984 : Non qualifié - 1988 : Non qualifié - 1992 : Non qualifié - 1996 : Non qualifié - 2000 : Non qualifié | - 2004 : Non qualifié - 2008 : Non qualifié - 2012 : Non qualifié - 2016 : 11e |

#### Championnats du monde
| - 1949 : Non qualifié - 1952 : Non qualifié - 1956 : Non qualifié - 1960 : Non qualifié - 1962 : Non qualifié - 1966 : Non qualifié - 1970 : Non qualifié - 1974 : 9e - 1978 : 12e - 1982 : 18e | - 1986 : Non qualifié - 1990 : Non qualifié - 1994 : Non qualifié - 1998 : Non qualifié - 2002 : Non qualifié - 2006 : Non qualifié - 2010 : 13e - 2014 : |

#### Ligue mondiale
| - 1990 : non participant - 1991 : non participant - 1992 : non participant - 1993 : non participant - 1994 : non participant - 1995 : non participant - 1996 : non participant - 1997 : non participant - 1998 : non participant - 1999 : non participant | - 2000 : non participant - 2001 : non participant - 2002 : non participant - 2003 : non participant - 2004 : non participant - 2005 : non participant - 2006 : non participant - 2007 : non participant - 2008 : non participant - 2009 : non participant | - 2010 : non qualifié - 2011 : non participant - 2012 : non participant - 2013 : non participant - 2014 : 27e - 2015 : 30e |

#### Coupe du monde
| - 1965 : non participant - 1969 : non participant - 1977 : 9e - 1981 : non participant - 1985 : non participant - 1989 : non participant - 1991 : 10e - 1995 : non participant - 1999 : non participant - 2003 : non participant | - 2007 : non participant - 2011 : non participant |

#### Jeux Pan-Américains
| - 1955 : Finaliste - 1959 : 3e - 1963 : non participant - 1967 : 4e - 1971 : 5e - 1975 : 3e' - 1979 : 4e - 1983 : non participant - 1987 : non participant - 1991 : non participant | - 1995 : non participant - 1999 : non participant - 2003 : non participant - 2007 : 8e - 2011 : 4e |

#### Championnat d'Amérique du Nord
| - 1969 : Finaliste - 1971 : 3e - 1973 : 5e - 1975 : Finaliste - 1977 : Finaliste - 1979 : 3e - 1981 : 4e - 1983 : 4e - 1985 : Non qualifié - 1987 : 5e | - 1989 : 5e - 1991 : 4e - 1993 : 5e - 1995 : 5e - 1997 : 4e - 1999 : 4e - 2001 : 6e - 2003 : 4e - 2005 : 6e - 2007 : 7e | - 2009 : 5e - 2011 : 5e - 2013 : 5e - 2015 : 4e - 2017 : 4e - 2019 : 4e - 2021 : 3e |

#### Copa America
| - 1998 : Non qualifié - 1999 : Non qualifié - 2000 : Non qualifié - 2001 : Non qualifié - 2005 : Non qualifié - 2007 : Non qualifié - 2008 : 6e |

#### Coupe panaméricaine
| - 2006 : 4e - 2007 : Vainqueur - 2008 : 4e - 2009 : 5e - 2010 : 7e - 2011 : 5e - 2012 : 5e - 2013 : Finaliste |

#### Jeux d'Amérique centrale et des Caraïbes
| - 1930 : Vainqueur - 1935 : Vainqueur - 1946 : 3e - 1950 : Vainqueur - 1954 : Vainqueur - 1959 : Vainqueur - 1962 : Vainqueur - 1966 : 3e - 1970 : 3e - 1974 : Finaliste | - 1978 : 3e - 1982 : Finaliste - 1986 : ? - 1990 : Finaliste - 1993 : ? - 1998 : Finaliste - 2002 : 3e - 2006 : 5e - 2010 : 3e |

## Entraîneurs emblématiques
- Nicolae Tărchilă